# Библия на Елисавета
Библията на Елисавета (на руски: Елизаветинская Библия), или още Елисаветински превод се нарича преводът на Библията на църковнославянски език, издаден в 1751 година по време на управлението руската императрица Елисавета.
Библията на императрица Елисавета (владетелка при излизане от печат) е авторитетен превод на библейския канон от светото писание, излязло от печат на 18 декември 1751 г. и предназначено изцяло за нуждите Руската православна църква. Тази редакция, с незначителни отклонения, се ползва и до днес като авторитетно-коректна от Руската православна църква. По тази редакция е извършен и българският синодален превод.
Работата по новия авторитетен превод на светото писание за нуждите на Руската православна църква започва още на 14 ноември 1712 г. с указ на предходния руски цар и първи император – Петър I. В случая, независимо че е въведен нов граждански шрифт, новата редакция е също като старата царска - на църковнославянски език. Може да се каже, че Библията на Елисавета е също следствие от реформите на Петър I. В началото на 18 век в царската канцелария узряват за идеята да се актуализира в съответствие с научните достижения на Библеистиката и старата Острожка Библия на Руското царство.
През 1756 г. излиза ново допълнено с гравюри издание на тази Библия, поради бързото изчерпване на първото ѝ издание.